# Huitzilopochtli
Huitzilopochtli er kolibri-guden af krig og sol i aztekisk mytologi. Han var tilbedt som en meget vigtig krigsgud, solens gud, guden for ofring af mennesker, samt herskergud og beskyttergud af byen Tenochtitlan og dens beboere. 

Hans tilbedere skulle give ham ofringer hver dag, for at han som solgud skulle fortsætte med at skinne og beskytte aztekerne fra den evige nat.
Hans navn er sammensat af Nahuatl ordet huītzilin (kolibri) og ordet ōpōchtli (venstre side, sydlig retning). Hans navn er derfor typisk oversat som Sydlige Kolibri, men kunne også godt betyde "kolibriens venstre side".
I hyldestsangen Tlaxotecuyotl sunget i hans ære, er Huitzilopotchtli beskrevet som Pil-Kasteren, den guddommelige pilkaster og Mixteca-folkets store skræk.
Han afbildes enten som kolibri, eller et menneskikkelse iført rustning og hjelm med blågrønne kolibri-fjer. Det er oftest hans blå eller grønne fjerhjelm, der gør ham genkendelig blandt andre aztekiske mytologiskikkelser. 
I den astronomiske myte om hans oprindelse, er Huitzilopotchtli barn af den store gudinde Coatlicue, der blev gravid med ham, da et fjer (eller en fjerbold) berørte hendes krop, da hun fejede med en kost på toppen af bjerget Coatepec. Coatlicue havde allerede 400 andre sønner, der hed Centzonuitznaua, samt en datter, gudinden Coyolxauhqui. De blev alle arrige over, at deres mor var blevet gravid af fjer-berøringen, hvilket ikke var ærefuldt, og de ville derfor dræbe hende. Da Huitzilopotchtli hørte dette, sprang han ud af sin mors skød i fuld rustning og i voksen skikkelse. Han angreb sine 400 brødre og sin søster. Han halshuggede søsteren og smed hendes krop ned ad et bjerg. Han jagede sine brødre, som på flugt fra ham spredtes for alle vinde og flygtede op på himmelen.  

Da han selv var solen, var hans søster månen og de 400 brødre stjernene på nattehimlen. Derfor troede aztekerne, at solen altid er på jagt efter månen og stjernene, der gemmer sig for ham. Det var også meget vigtigt at fodre Huitzilopotchtli med menneskeofringer, så han som solen havde styrke til at kæmpe mod sine søskende.. Hvis ikke han havde styrke nok til at jage sine søskende, ville de dræbe Coatlicue og hele verdenen ville derfor gå under. 